# 里奧杜安東尼奧

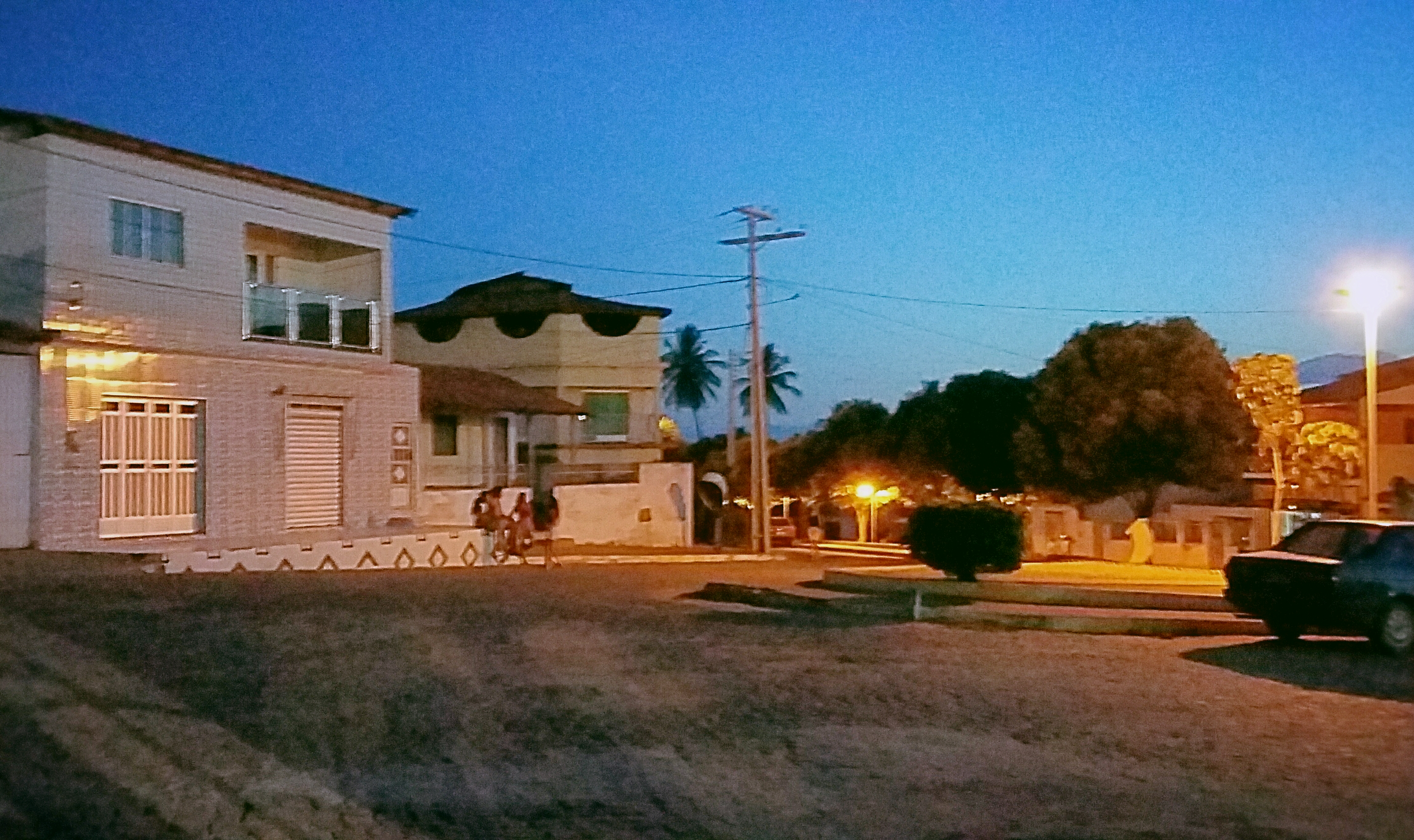
里奧杜安東尼奧

里奧杜安東尼奧（葡萄牙語：Rio do Antônio）是巴西的城鎮，位於該國東北部，由巴伊亞州負責管轄，始建於1874年7月27日，面積987平方公里，海拔高度550米，2010年人口14,786，人口密度每平方公里14.98人。